# Janet Bostwick
Dame Janet Bostwick, DBE (* 20. Oktober 1939) ist eine Politikerin der Bahamas. Sie war die erste Abgeordnete im Senat, wurde 1982 als erste Frau in das Unterhaus (House of Assembly) gewählt. 1992 wurde sie die erste Ministerin der Bahamas, 1998 erste kommissarische Premierministerin.

## Biografie
Janet Bostwick begann ihre politische Laufbahn 1976. Bereits 1977 wurde sie durch Ernennung Mitglied des Oberhauses (Senats). 1982 wurde sie als Abgeordnete der Oppositionspartei Free National Movement (FNM) in das Unterhaus (House of Assembly) gewählt, 1987 und 1992 wiedergewählt. Sie gehörte ihm bis 2002 an.
Nach dem Wahlsieg der FNM wurde sie im August 1992 von Premierminister Hubert Ingraham als Ministerin für Wohnungsbau und Soziales in dessen Kabinett berufen. Nach einer Regierungsumbildung wurde sie 1994 zunächst Ministerin für Justiz und Immigration ernannt, ehe sie nach einer weiteren Kabinettsumbildung 1995 sowohl Außenministerin als auch Generalstaatsanwältin wurde. Das Amt der Generalstaatsanwältin bekleidete sie bis 2001, während sie das Amt der Außenministerin bis zum Ende der Amtszeit Ingrahams nach der Wahlniederlage der FNM im Mai 2002 innehatte.
In dieser Funktion war sie 1998 als ranghöchstes Kabinettsmitglied bei der Ortsabwesenheit des Premierministers und des Vizepremierministers als erste Frau der Bahamas kommissarische Premierministerin. Dieses Amt bekleidete sie anschließend noch bei mehreren anderen Gelegenheiten.
Sie ist verheiratet mit John Bostwick, der von 1992 bis 2002 Präsident des Senats war.
2019 wurde sie als Dame Commander des Order of the British Empire geadelt.